# De rebelse Reinaert
De rebelse Reinaert is het tweehonderddrieënveertigste stripverhaal uit de reeks van Suske en Wiske. Het scenario en de schetsen zijn van Paul Geerts. De tekeningen zijn verder uitgewerkt door Marc Verhaegen. Het is gepubliceerd in De Standaard en Het Nieuwsblad van 31 maart 1998 tot en met 21 juli 1998. De eerste albumuitgave in de Vierkleurenreeks was op 23 september 1998, met albumnummer 257.

## Personages
- Suske, Wiske, Lambik, tante Sidonia, koning Nobel, Reinaert de vos, Bruin de Beer, Lamfreit de timmerman, Isengrim de wolf (eerste minister), Tibeert de kater, Albert de mol, Grimbeert de das, Cantecleer de haan, Merlijn (de tovenaar van koning Arthur)

## Locaties
- Het "soete land" van Waas (België en Zeeuws-Vlaanderen in Nederland)

## Het verhaal
Koning Nobel heeft een feestmaal georganiseerd waar het publiek wil dat Reinaert de vos opgepakt wordt. Ze klagen ook over corruptie en de koning stelt Bruin de beer aan om Reinaert te halen. Geheimzinnige figuren besluiten hulp te gaan vragen aan Merlijn, de raadgever van koning Arthur, omdat ze bang zijn dat er een staatsgreep wordt voorbereid. Merlijn belt met Lambik en hij gaat samen met Suske en Wiske met Merlijn naar de 13e eeuw.
De gemaskerden vragen Lambik om Reinaert te volgen, en Suske en Wiske gaan naar kasteel Malpertuus. Als Bruin bij het kasteel komt, vertelt Reinaert dat er veel honing is bij Lamfreit de timmerman. Lambik bevrijdt de beer later uit de boomstam waar Reinaert hem achterliet, maar wordt zelf door de bevolking gegrepen en gevangengezet. Suske en Wiske worden door Reinaert in de schoorsteen gehangen, maar ze weten te ontsnappen. Lambiks hand zal worden afgehakt, maar Suske en Wiske weten met hem te ontsnappen op een paard. Bruin vertelt de koning alles, en die stuurt Tibeert de kater naar Reinaert. Lambik komt bij de koning en vertelt over het geheim genootschap wat over de staatsgreep heeft verteld. De koning ontslaat Isengrim en maakt Lambik eerste minister. Als Tibeert bij Reinaert aankomt worden hem lekkere muizen beloofd, en samen gaan ze naar de pastoor. Reinaert bindt Tibeert vast, maar die wordt gevonden door Suske en Wiske en samen ontsnappen ze uit het brandende huis.
Suske en Wiske worden voor brandstichters aangezien en kunnen nog net ontsnappen. Maar dan worden ze meegenomen door iemand van het geheim genootschap. Het blijkt Isengrim te zijn en hij laat de schuilplaats vol water stromen. Geholpen door mollen en een rat weten de kinderen te ontsnappen. Ze komen bij de koning, die net het parlement bijeen heeft geroepen. Lambik wordt opgedragen Reinaert mee te nemen naar de koning, en hij vermomt zich als das.
Als hij met Reinaert naar het kasteel loopt, vertelt die hem dat hij de kinderen van Cantecleer heeft opgegeten, een affaire heeft gehad en gemoord en geplunderd heeft. Reinaert vertelt de koning dat Isengrim, Bruin en Tibeert een staatsgreep willen plegen en dat hij zijn schat zal geven als de koning hem niet gevangen zet. De koningin wil wel nieuwe kleren kopen van deze schat en Reinaert moet voor straf naar Rome lopen. Isengrim, Bruin en Tibeert krijgen levenslang en de vrienden verwonderen zich over deze rechtsgang. Merlijn brengt hen weer naar hun eigen tijd terug. In het verleden zoekt de koning met al zijn onderdanen om de schat, maar die is er niet en Reinaert loopt als vrij man rond.

## Achtergronden bij het verhaal
- Het hele verhaal verwijst naar het middeleeuwse dierdicht Van den vos Reynaerde. Ook in De vrolijke valstrik, een album in de Jerom-reeks, wordt verwezen naar dit verhaal.
- Merlijn en koning Arthur verwijzen naar de middeleeuwse verhalen rond Koning Arthur.
- Als Wiske en de rest ontsnappen per paard, wordt er verwezen naar het Ros Beiaard en de Vier Heemskinderen. (Zie ook Het ros Bazhaar)
- Albert de Mol is een woordspeling op de naam van acteur Albert Mol.
- In het verhaal wordt ook herhaaldelijk in bedekte toespelingen verwezen naar de Zaak Dutroux, die op dat moment zeer actueel was.[1]
- In dit album gebruiken Suske en Wiske voor het eerst een gsm.